# جيسون جريفيث
جيسون جريفيث (بالإنجليزية: Jason Griffith)‏ مواليد 29 نوفمبر 1980 في نيويورك، هو ممثل أمريكي، متخصص في التمثيل الصوتي. أدى صوت شخصية القنفذ سونيك من 2005 إلى 2010.

## الأعمال
- سونيك أنليشد (2008) - سونيك
- سونيك رش - سونيك
- سونيك رايدرز - سونيك، شادو، جيت
- بوكيمون
- سلاحف النينجا
- سونيك إكس - سونيك، شادو
- إف-زيرو
- ون بيس - أوسب
- يوغي GX
- فيفا بينياتا
- يوغي 5Ds
- زيتمان
- شادو ذا هيدجهوج - شادو، سونيك
- سونيك 2006 - سونيك، شادو
- سوبر سماش برذرز براول - سونيك
- سيجا سوبرستارز تنس - سونيك
- سونيك رايفلز - سونيك، شادو
- سونيك رش أدفنشر - سونيك
- سونيك أند ذا بلاك نايت - سونيك، شادو
- آلون إن ذا دارك
- سونيك آند سيجا أول-ستارز ريسينغ - سونيك، شادو
- كيرك ثورنتون

## وصلات خارجية
- جيسون جريفيث على موقع IMDb (الإنجليزية)
- جيسون جريفيث على موقع قاعدة بيانات الفيلم (الإنجليزية)
- جيسون جريفيث على موقع كينوبويسك (الروسية)
- جيسون جريفيث على موقع ANN person (الإنجليزية)
- جيسون جريفيث  في شبكة أخبار الأنمي
- Jason Griffith على موقع ماي سبيس